# Desa Tegalpanjang (administrativ by i Indonesien, lat -7,19, long 107,98)
Desa Tegalpanjang är en administrativ by i Indonesien.   Den ligger i provinsen Jawa Barat, i den västra delen av landet, 170 km sydost om huvudstaden Jakarta.